# Bataille du sommet 776
Notes
Leurs chiffres officiels respectifs, selon les deux camps, ont participé à des combats directs au sommet 776 (et non à l'ensemble de l'opération de percée depuis les gorges de l'Argoun, qui comprend également d'autres escarmouches dans la région).
Conflit russo-tchétchène
(Seconde guerre de Tchétchénie)
Batailles
Offensive russe (1999-2000)
- Bombardement aérien russe
- Bombardement d'Elistanji
- Attaque au missile de Grozny
- Bombardement de Chami-Yourt
- Fusillade d'un convoi de réfugiés à Grozny
- Grozny
- Massacre de Staropromyslovsky
- Bombardement de Katyr-Yurt
- Massacre de Novie Aldi
- Sommet 776
- Komsomolskoïe
- Incident fratricide de l'OMON
- Embuscade de Djani-Vedeno (en)

Phase de guérilla (2000-2009)
- Embuscade de Galachki
- Attentats suicides de juin 2000
- Attentats suicides de juillet 2000
- Opération Alkhan-Kala
- Vedeno
- Accident du Mi-8 à Grozny
- Opération Tsotsin-Yourt
- Accident du Mi-8 à Chelkovskaïa
- Embuscade de l'OMON à Grozny
- Accident d'un Mi-26 à Khankala
- Attentat du 27 décembre 2002 à Grozny
- Attentat suicide à Znamenskoïe
- Raid de Nazran (en)
- Raid sur Avtoury
- Raid sur Grozny
- Raids au Daghestan
- Opération de Borozdinovskaïa
- Attentat de Makhatchkala
- Attaque de Naltchik
- Combat de Guimry
- Embuscade d'Avtoury
- Accident d'hélicoptère de Vladikavkaz
- Incident fratricide
- Accident d'un Mi-8 à Chatoï

La bataille du sommet 776, qui fait partie de la plus grande bataille d'Oulous-Kert, est un engagement de la Seconde guerre de Tchétchénie qui a lieu pendant les combats pour le contrôle des gorges de la rivière Argoun, dans le raïon montagneux de Chatoïski, au centre de la Tchétchénie, entre les villages d'Oulous-Kert et de Selmentauzen.
Fin février 2000, l'armée russe tente d'encercler et de détruire une importante force tchétchène se retirant de Grozny, la capitale tchétchène, vers Chatoï et Vedeno, dans les montagnes du sud de la Tchétchénie, à la suite du siège et de la prise de Grozny de 1999 à 2000. Le 29 février 2000, quelques heures seulement après le discours du ministre russe de la Défense Igor Sergueïev, annonçant à son gouvernement la fin de la Seconde Guerre de Tchétchénie terminée, une force russe isolée composée principalement d'une compagnie de parachutistes de la 76e division aéroportée de la ville de Pskov se retrouve coupée par une colonne tchétchène en retraite dirigée par Chamil Bassaïev et Ibn al-Khattab. Après de violents combats rapprochés pendant la nuit, les positions russes sur la colline sont envahies et presque entièrement anéanties. L’incident inspire plusieurs articles de propagande largement médiatisés en Russie et fascine le dirigeant russe Vladimir Poutine.
L’incertitude continue de planer sur de nombreux aspects de l’engagement, notamment le nombre de combattants, les pertes, l’ampleur du soutien d’artillerie et de l'appui aérien rapproché fournis, et même la durée de la bataille.